# 北村孝治郎
北村 孝治郎（きたむら こうじろう、1894年4月18日 - 1969年12月25日 ）は、日本の銀行家、経営者。滋賀銀行頭取を務めた。

## 来歴・人物
滋賀県大津市出身。1917年に東京帝国大学独法科を卒業。横浜正金銀行での勤務を経て、1953年4月に滋賀銀行監事に就任し、1957年10月には頭取に昇格。1963年10月には会長に就任。75歳没。
横浜正金銀行からスイスの国際決済銀行 (BIS)に派遣されていた1945年、同じく派遣者の吉村侃とともに、スイス駐在公使の加瀬俊一（しゅんいち）およびスイス駐在陸軍武官の岡本清福の支援を得ながら、スウェーデンからBISに派遣されていたペール・ヤコブソンを介して、アメリカの諜報機関戦略情報局 (OSS)のアレン・ウェルシュ・ダレスとの間で日本の終戦工作を（ヤコブソンが別々に日本とアメリカの関係者と会合する形で）おこなった。